# Jarosław Fojut
Jarosław Fojut (ur. 17 października 1987 w Legionowie) – polski piłkarz grający na pozycji obrońcy. Obecnie jest dyrektorem sportowym Stali Rzeszów i ekspertem Premier League w serwisie streamingowym Viaplay Polska.

## Kariera klubowa
Jako junior występował w klubach Legionovia Legionowo, Darzbór Szczecinek i MSP Szamotuły. W 2004 został zawodnikiem Boltonu Wanderers, z którym podpisał trzyletni kontrakt. W Premier League wystąpił tylko raz – 1 lutego 2006 roku zagrał w zremisowanym 1:1 spotkaniu z Portsmouth. 31 sierpnia 2007 został wypożyczony do Luton Town. Był jego podstawowym zawodnikiem, strzelił także trzy gole – zdobył m.in. bramkę w spotkaniu Football League One z Port Vale F.C., przyczyniając się do zwycięstwa 2:1. W październiku 2008 przebywał na wypożyczeniu w Stockport County.
W lutym 2009 roku podpisał kontrakt ze Śląskiem Wrocław, choć początkowo strony nie mogły dojść do porozumienia w kwestii indywidualnego kontraktu zawodnika. W Ekstraklasie zadebiutował 28 lutego w meczu z Lechią Gdańsk, w którym strzelił gola, przyczyniając się do remisu 1:1. W sezonie 2008/2009 zdobył wraz z wrocławskim klubem Puchar Ekstraklasy (w finale tych rozgrywek jednak nie wystąpił – leczył wówczas kontuzję). W kolejnych rozgrywkach wystąpił jedynie w 10 ligowych meczach (zmagał się z kontuzją kolana), natomiast w sezonie 2010/2011 był podstawowym graczem Śląska, z którym w sezonie 2011/2012 wywalczył mistrzostwo Polski.
17 stycznia 2012 roku Fojut podpisał przedwstępną, trzyletnią umowę z Celtikiem, która miała obowiązywać od początku sezonu 2012/2013. Jednakże poważna kontuzja sprawiła, że Celtic rozwiązał umowę z zawodnikiem, a jego dotychczasowy klub nie był zainteresowany przedłużeniem umowy. W połowie grudnia 2012 roku podpisał 2,5-letni kontrakt z norweskim Tromsoe IL. 17 kwietnia 2013 zadebiutował w drużynie Tromsø IL w wygranym 7-1 meczu I rundy Pucharu Norwegii przeciwko czwartoligowemu Kirkenes IF.
W latach 2014 do 2015 był zawodnikiem Dundee United F.C. 22 czerwca 2015 podpisał trzyletni kontrakt z Pogonią Szczecin. Po jego wygaśnięciu przeszedł do drużyny Wisły Płock. Następnie w 2020 przeszedł do Stali Rzeszów, gdzie zakończył karierę w 2021, zostając dyrektorem sportowym tego klubu.

## Kariera reprezentacyjna
W 2006 roku uczestniczył w mistrzostwach Europy do lat 19 w Polsce. W turnieju tym był podstawowym zawodnikiem reprezentacji Polski – zagrał we wszystkich trzech grupowych spotkaniach. Rok później (2007) wziął udział w mistrzostwach świata U-20 w Kanadzie. Rozegrał w nich trzy mecze, m.in. wystąpił w wygranym 1:0 pojedynku z reprezentacją Brazylii do lat 20.

## Sukcesy

### Klubowe
Śląsk Wrocław
- Mistrzostwo Polski (1x): 2011/2012
- Wicemistrzostwo Polski (1x): 2010/2011
- Puchar Ekstraklasy (1x): 2008/2009

## Kariera medialna
W lipcu 2022 został ekspertem Premier League w serwisie streamingowym Viaplay Polska, gdzie analizuje wybrane mecze tych rozgrywek.